# Кучи, Шефки
Ше́фки Ку́чи (фин. и алб. Shefki Kuqi, произносится [ˈʃɛfki ˈkuci]; 10 ноября 1976, Вучитрн, СФРЮ) — финский футболист, этнический косовский албанец, ныне — тренер. Выступавший на позиции нападающего Кучи играл за 10 английских клубов (включая «Суонси Сити», который является валлийским клубом, но выступает в английской Премьер-лиге). Кучи выступал за сборную Финляндии 11 лет, с 1999 года, провёл за неё 62 матча, в которых забил 7 мячей.

## Карьера

### Клубная

#### «Ньюкасл Юнайтед»
10 февраля Шефки Кучи перешёл в английский «Ньюкасл Юнайтед», подписав контракт до конца сезона 2010/11. Шефки дебютировал в матче против «Блэкберн Роверс» 12 февраля 2011 года, выйдя на замену на 90-й минуте матча, завершившегося нулевой ничьей. 25 мая покинул клуб, сыграв в 6 матчах.

#### «Олдем Атлетик»
В последний день летнего трансферного окна 2011 года, то есть 31 августа, Кучи подписал однолетний контракт с «Олдем Атлетик».

## Достижения

### Командные
ХИК
- Чемпион Финляндии (1): 1997
- Обладатель Кубка Финляндии (1): 1998
- Обладатель Кубка финляндской лиги (2): 1997, 1998

### Личные
«Йокерит»
- Лучший бомбардир чемпионата Финляндии (1): 2000

## Личная жизнь
Кучи является косовским албанцем, он иммигрировал в Финляндию в начале 1990-х, финское гражданство получил в 1999 году. Кроме того, его младшие братья — Нджази, Альберт и двоюродный брат Даут Кучи, также футболисты, причём все трое нападающие.